# Mauritius-Gymnasium Büren
Das Mauritius-Gymnasium ist eine katholische Privatschule in freier Trägerschaft in Büren im Kreis Paderborn, die vom Land Nordrhein-Westfalen anerkannt ist.

## Geschichte
Das dreiflügelige Schulgebäude wurde in den Jahren von 1719 bis 1728 als Jesuitenkolleg durch den Baumeister Gottfried Laurenz Pictorius unter Beteiligung von Johann Conrad Schlaun im Stil des Barock erbaut. Die Mittel hierzu stammten aus dem Verkauf der Gemäldesammlung des Freiherrn und Namensgebers der Schule Moritz von Büren, auf dessen testamentarische Verfügung und Initiative hin das Jesuitenkolleg Büren gegründet wurde.
Die Schule liegt zentral in der Altstadt neben der früheren Jesuitenkirche, einer Barockkirche, welche nach ersten Plänen in das Kollegsgebäude integriert werden sollte, schließlich aber nach 1750 als separater Bau seitlich des dreiflügeligen Kollegs entstand.
Anfangs befand sich in dem Gebäude ein theologisches Seminar. In der Zeit von 1825 bis 1925 nutzte das Land Preußen das Schulgebäude zur Ausbildung von Lehrkräften. Außerdem war dort das Amtsgericht Büren untergebracht. 1923 wurde eine staatliche Aufbauschule mit christlichem Erziehungscharakter gegründet, die die einzige höhere Schule im Kreis Büren darstellte und auch Mädchen aufnahm. Sie bestand bis 1945.
1945 wurde zunächst eine jesuitische Hochschule aus St. Georgen in Frankfurt wegen Kriegszerstörungen nach Büren verlegt. 1946 erfolgte die Gründung eines altsprachlichen Gymnasiums für Jungen in jesuitischer Trägerschaft, die bis zur Gründung des bis heute bestehenden Trägervereins im Jahre 1952 Bestand hatte. Die Schulleitung wurde bis 1981 von Jesuiten ausgeübt. Von 1966 bis 1970 beherbergte das Schulgebäude neben dem altsprachlichen Mauritius-Gymnasium ein eigenständiges Aufbaugymnasium, das auch Mädchen besuchen konnten. Seit 1971 nimmt das Mauritius-Gymnasium auch Mädchen auf. Schüler und Schülerinnen des Mauritius-Gymnasiums wurden 1988 beim Wettbewerb Jugend forscht ausgezeichnet.

## Aktuell
Die Schule wird von 666 Schülern aus dem Altkreis Büren, aber auch aus Brilon und Umgebung besucht. Die durchschnittliche Klassengröße beträgt 25. Geleitet wird die Schule von Hilla Jürgensmeier-Schlüter und Claudia Wilmes. Schulträger ist der Verein Mauritius-Gymnasium e. V., des Weiteren existiert der Verein der Freunde und Förderer e. V. sowie der Verein ehemaliger Mauritianer e. V. (VEM). Das Schulgebäude und -Gelände ist Eigentum des Hauses Büren'schen Fonds, einem Sondervermögen des Landes Nordrhein-Westfalen, welcher die ehemaligen Besitztümer der Edelherren von Büren verwaltet. Eine Förderung unterschiedlicher Projekte wird durch die schuleigene Stiftung magis ermöglicht.
Die Europaschule unterhält nicht zuletzt im Zuge verschiedener COMENIUS- bzw. Erasmus+ Projekte Partnerschaften mit mehreren Schulen im europäischen Ausland, unter anderem in Girona in Spanien, Krakau und Skwierzyna in Polen sowie Ignalina in Litauen. Es gibt auch Verbindungen nach Montevideo in Uruguay. Ein besonderer Schwerpunkt im Schulprogramm ist darüber hinaus die Studien- und Berufswahl, wofür das Gymnasium bereits mehrfach als 'Berufswahl- und ausbildungsfreundliche Schule' ausgezeichnet wurde.

## Logo und Siegel
Das Logo der Schule enthält die schematische Darstellung der nach oben gerichteten Spitzen zweier Schreibfedern, die die nach unten gerichtete Spitze eines Bleistiftes einrahmen. In dieser Anordnung erinnert es zugleich an die drei Flügel des Schulgebäudes. Daneben führt die Schule ein eigenes Siegel, welches das Wappen der Edelherren von Büren mit dem Christusmonogramm IHS des Jesuitenordens kombiniert. Das Siegel hat die Umschriften „IMMACVLATA-KOLLEG SJ BÜREN iW“ (innerer Kreis) und „Priv. Mauritius-Gymnasium Büren“ (äußerer Kreis). Ohne Umschriften wird es – neben dem Logo – als Schmucksiegel auf dem Briefkopf sowie Veröffentlichungen der Schule verwendet.

## Sonstiges
Das Mauritius-Gymnasium als ehemalige Jungenschule verbindet eine besondere Beziehung mit dem nahe gelegenen privaten Liebfrauengymnasium als ehemaliger Mädchenschule. Beide Schulen arbeiten im Bereich des evangelischen Religionsunterrichtes und des allgemeinen Unterrichtes der Sekundarstufe II zusammen, während jedoch die Schüler der einen Schule die der anderen auf nicht ganz ernste Weise belächeln. Trotz dieser scheinbaren, seit Jahren auch von Teilen der Lehrerschaft ironisch gepflegten Rivalität, kooperiert die Abiturientia der beiden Schulen bei der Organisation der Abiparties. Traditionell versucht die Abiturientia der einen Schule, den Abisturm der jeweils anderen durch Wasserpistolen, -bomben und Zwischenrufe zu stören.